# گوردون پلوتکین
گوردون پلوتکین (انگلیسی: Gordon Plotkin؛ زادهٔ ۹ سپتامبر ۱۹۴۶) دانشمند در زمینه منطق، ریاضیات، و علوم رایانه اهل اسکاتلند است.
وی همچنین برندهٔ جوایزی همچون همکار انجمن سلطنتی شده‌است.